# Senneçay
Senneçay és un municipi francès, situat al departament de Cher i a la regió de Centre – Vall del Loira. L'any 2007 tenia 431 habitants.

## Demografia

### Població
El 2007 la població de fet de Senneçay era de 431 persones. Hi havia 160 famílies, de les quals 32 eren unipersonals (20 homes vivint sols i 12 dones vivint soles), 60 parelles sense fills i 68 parelles amb fills.
La població ha evolucionat segons el següent gràfic:
Habitants censats

### Habitatges
El 2007 hi havia 176 habitatges, 160 eren l'habitatge principal de la família i 16 estaven desocupats. 170 eren cases i 6 eren apartaments. Dels 160 habitatges principals, 130 estaven ocupats pels seus propietaris, 29 estaven llogats i ocupats pels llogaters i 1 estava cedit a títol gratuït; 6 tenien dues cambres, 17 en tenien tres, 37 en tenien quatre i 100 en tenien cinc o més. 135 habitatges disposaven pel capbaix d'una plaça de pàrquing. A 54 habitatges hi havia un automòbil i a 103 n'hi havia dos o més.

### Piràmide de població
La piràmide de població per edats i sexe el 2009 era:
| Homes | Edats   | Dones |
| ----- | ------- | ----- |
| 0     | 95 o +  | 0     |
| 4     | 90 a 94 | 0     |
| 0     | 85 a 89 | 0     |
| 0     | 80 a 84 | 0     |
| 0     | 75 a 79 | 8     |
| 4     | 70 a 74 | 8     |
| 12    | 65 a 69 | 8     |
| 0     | 60 a 64 | 4     |
| 8     | 55 a 59 | 4     |
| 12    | 50 a 54 | 12    |
| 28    | 45 a 49 | 16    |
| 24    | 40 a 44 | 20    |
| 4     | 35 a 39 | 12    |
| 12    | 30 a 34 | 16    |
| 16    | 25 a 29 | 4     |
| 12    | 20 a 24 | 20    |
| 8     | 15 a 19 | 24    |
| 4     | 10 a 14 | 12    |
| 8     | 5 a 9   | 4     |
| 8     | 0 a 4   | 12    |

## Economia
El 2007 la població en edat de treballar era de 300 persones, 238 eren actives i 62 eren inactives. De les 238 persones actives 225 estaven ocupades (124 homes i 101 dones) i 13 estaven aturades (6 homes i 7 dones). De les 62 persones inactives 22 estaven jubilades, 16 estaven estudiant i 24 estaven classificades com a «altres inactius».

### Ingressos
El 2009 a Senneçay hi havia 161 unitats fiscals que integraven 419 persones, la mediana anual d'ingressos fiscals per persona era de 20.234 €.

### Activitats econòmiques
Dels 15 establiments que hi havia el 2007, 1 era d'una empresa extractiva, 6 d'empreses de construcció, 2 d'empreses de comerç i reparació d'automòbils, 1 d'una empresa de transport, 1 d'una empresa immobiliària, 2 d'empreses de serveis, 1 d'una entitat de l'administració pública i 1 d'una empresa classificada com a «altres activitats de serveis».
Dels 6 establiments de servei als particulars que hi havia el 2009, 1 era un guixaire pintor, 2 fusteries, 2 lampisteries i 1 electricista.
L'únic establiment comercial que hi havia el 2009 era una gran superfície de material de bricolatge.
L'any 2000 a Senneçay hi havia 5 explotacions agrícoles que ocupaven un total de 705 hectàrees.

## Equipaments sanitaris i escolars
El 2009 hi havia una escola elemental integrada dins d'un grup escolar amb les comunes properes formant una escola dispersa.

## Poblacions més properes
El següent diagrama mostra les poblacions més properes.